# Anoplophora ryukyensis
Anoplophora ryukyensis là một loài bọ cánh cứng trong họ Cerambycidae.